# Höltövény
Höltövény (románul Hălchiu, németül Heldsdorf vagy Hültzdorf, szászul Hölzdorf) falu Romániában Brassó megyében. Községközpont, Barcaújfalu tartozik hozzá.

## Fekvése
Brassótól 15 km-re északra fekszik.

## Története
Először 1377-ben Heltwen néven említik, a 15. században mezőváros. Ősi szász település. Erődtemplomát a 14. században építették, egyike volt a legkeményebb ilyen erődeinknek: sánc veszi körül és várfal, mely tornyokkal van erősítve. 1599-ben hat heves rohamot állt ki. 1910-ben 2817 lakosából 2068 német, 518 román és 220 magyar volt. A trianoni békeszerződésig Brassó vármegye Felvidéki járásához tartozott. 1992-ben társközségeivel együtt 5683 lakosából 3904 román, 1311 magyar, 282 német és 185 cigány volt.
2002-ben az addig hozzá tartozó Krizba és Kutastelep falvak egy önálló községgé alakultak.

## Látnivalók
- 14. századi erődített temploma 1452-ben épült, a Barcaság egyik legerősebb erődítménye volt. Szárnyasoltára 1527-ben készült, a legszebb a Barcaságban.
- Várának romjai Krizba község területén 1002 méter magas hegyen láthatók.